# الکساندر (بازیگر)
الکساندر (بازیگر) (انگلیسی: Alexander؛ زادهٔ ۳ دسامبر ۱۹۸۲) بازیگر، مدل (شخص) اهل ژاپن است. وی از سال ۱۹۹۹ میلادی تاکنون مشغول فعالیت بوده‌است.
از فیلم‌هایی که او در آن نقش داشته‌است می‌توان به فیلم دهه کامن ریدر اشاره کرد.